# Arnold R. Beisser
Arnold R. Beisser (* 5. Oktober 1925; † 19. Juli 1991) war ein US-amerikanischer Psychiater und Gestalttherapeut.
Arnold Beisser war Professor für Psychiatrie an der University of California, Los Angeles. Er war Schüler und Freund von Fritz Perls, dem Begründer der Gestalttherapie.
Beisser studierte Medizin an der Stanford University und spielte erfolgreich Tennis auf nationalem Level. Im Alter von 25 Jahren erkrankte Beisser schwer an Kinderlähmung und wurde fast vollständig gelähmt. Sein bekanntestes Werk ist das Buch Wozu brauche ich Flügel? Ein Gestalttherapeut betrachtet sein Leben als Gelähmter (Originaltitel: Flying without Wings). In ihm beschreibt Beisser, wie er versucht, mit diesem tiefen Einschnitt in seiner Biographie fertigzuwerden.
Die von Beisser formulierte „paradoxe Theorie der Veränderung“ stellt eine der wichtigsten Kernaussagen der Gestalttherapie dar: „Veränderung geschieht, wenn jemand wird, was er ist, nicht wenn er versucht, etwas zu werden, das er nicht ist.“ Beisser beschreibt damit, dass Veränderung dann geschehen kann, wenn jemand nicht mehr zwanghaft versucht, sich zu ändern oder dazu gedrängt wird, sondern es schafft, sich auf die gegenwärtige Situation einzulassen.